# Blahodatne, Tjerkasy oblast
Blahodatne (ukrainska: Благодатне; ryska: Благодатное, Blagodatnoje) är en ort (by) i Zolotonosja rajon i Tjerkasy oblast i centrala Ukraina. Orten har 2 463 invånare (2022).
Blahodatne grundades under namnet Bohusjkova Slobidka (ukrainska: Богушкова Слобідка) 1619. Orten hette Tjapajevka (ukrainska: Чапаєвка), efter den mytomspunne bolsjevikiske rödarmébefälhavaren Vasilij Tjapajev (1887–1919), mellan 1923 och 2016.